# Ibrahim al-Koni
Ibrahim Al-Koni (en árabe, ابراهيم الكوني) es un escritor libio y uno de los novelistas más prolíficos en árabe.

## Primeros años
Nacido en 1948 en la región desértica de Fezzan, al sur de Libia, Ibrahim al-Koni fue criado bajo la tradición de los tuareg. Pasó su niñez en el desierto. Fue escolarizado en la ciudad cercana de Gadamés, donde aprendió a leer y escribir en árabe cuando tenía doce años. Al-Koni estudió Literatura comparada en el Instituto de literatura Maxim Gorky en Moscú y, luego, trabajó como periodista en Moscú y Varsovia.

## Obra literaria
En 1974, al-Koni publicó su primera obra literaria: una recopilación de cuentos. Al terminar sus estudios, comenzó a trabajar en el Centro Cultural Libio de Moscú y, más tarde, colaboró como periodista y redactor en una revista cultural en Varsovia. En 1993, se trasladó a Suiza, donde reside desde entonces.
Al-Koni es uno de los escritores árabes más prolíficos de la actualidad. Hasta el momento, su obra literaria abarca más de setenta volúmenes entre novelas y cuentos traducidos a 35 idiomas. En sus trabajos se mezclan elementos mitológicos, la búsqueda espiritual y las preguntas existenciales en los escritos de al-Koni, quien ha sido calificado como realista mágico, fabulista sufista y novelista poético.
Su obra se ha difundido también a través de diarios y revistas como el Ŷarīda Fezzān (جريدة فزان), Al-Bilād (البلاد), Al-Faŷr al-ŷadīd (لفجرالجديد), Al-Hurriya (الحرية), Al-Maidān (الميدان), Al-Haqīqa (الحقيقة), Tripolitania (طرابلس الغرب), etc.

## Algunas obras
- The Bleeding of the Stone (1990)
- Gold Dust (1997)
- Anubis (2005)
- The Seven Veils of Seth (2008)
- The Animists (2010)

## Premios
- 1995 - Premio del Estado suizo por la novela The Bleeding of the Stone (نزيف الحجر)
- 1997 - Premio del Comité japonés de traducción por la novela Gold Dust (التبر)
- 2002 - Premio del Estado francés por la novela Fa menor (واو الصغرى)
- 2005 - Premio del Estado suizo por una labor traductora al alemán
- 2005 - Premio de la Novela Árabe (Marruecos)
- 2005 - Premio Sahara de Novela por la Universidad libia Sebha.
- 2006 - Caballero de la Orden francesa de las Artes y las Letras